# Раза
Раза — река в России, протекает по Архангельской области. Устье реки находится в 174 км по левому берегу реки Ваеньга (приток Северной Двины). Длина реки составляет 14 км.

## Данные водного реестра
По данным государственного водного реестра России относится к Двинско-Печорскому бассейновому округу, водохозяйственный участок реки — Северная Двина от впадения реки Вага и до устья, без реки Пинега, речной подбассейн реки — Северная Двина ниже места слияния Вычегды и Малой Северной Двины. Речной бассейн реки — Северная Двина.
Код объекта в государственном водном реестре — 03020300412103000032693.

## Топографические карты
- Лист карты P-38-VII,VIII Березник. Масштаб: 1 : 200 000. Состояние местности на 1983 год. Издание 1993 г.